# Piqueriella
Piqueriella es un género monotípico de plantas perteneciente a la familia Asteraceae. Su única especie: Piqueriella brasiliensis es originaria de Brasil, donde se encuentra en la Caatinga en Ceará.

## Taxonomía
Piqueriella brasiliensis fue descrita por  R.M.King & H.Rob.  y publicado en Phytologia 29: 264. 1974.